# خلل توقيت الحركات

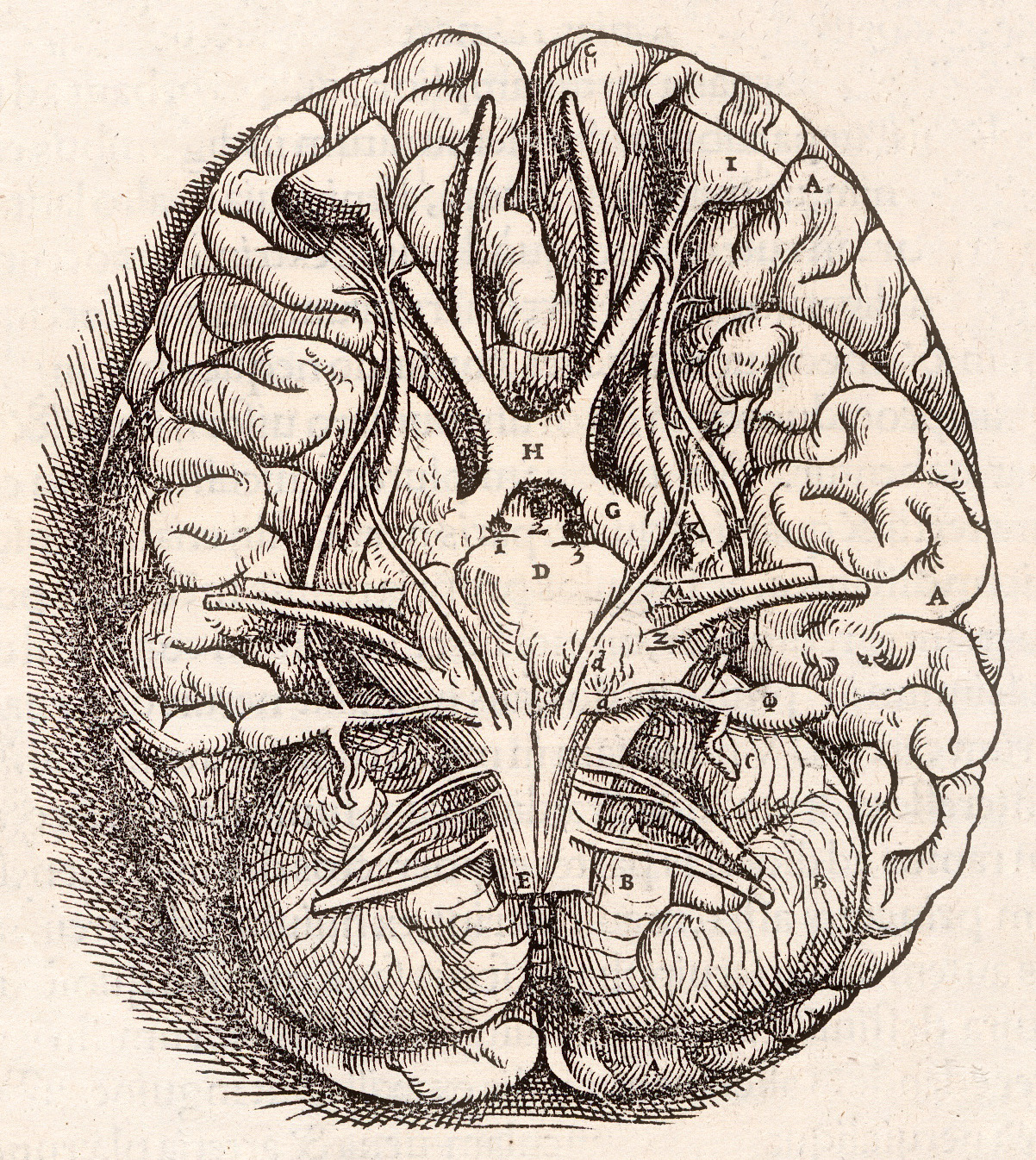
صورة تحتية للمخ

خلل توقيت الحركات (Dyschronometria) هو اعتلال في المخيخ لا يقدر صاحبه أن يقدر الوقت الذي مضى (أي أن إدراكه للوقت معتل). يرتبط هذا الخلل بالرنح مخيخي المنشأ، عند إصابة المخيخ وعدم قدرته على العمل على أكمل وجه. إن إصابة المخيخ قد تسبب للمريض خلل التآزر أو خلل المسافة أو خلل تناوبية الحركات أو عسر التلفظ أو اختلالات في الحركة والسكون. قد ينشأ خلل توقيت الحركات من رنح مخيخ جسمي سائد [الإنجليزية] (ACDC).

## الأعراض
غالباً ما تكون أعراض خلل توقيت الحركة مميزةً للرنح المخيخي، ومن تلك الأعراض: فقد إدراك المكان، وذاكرة قصيرة سيئة، وعدم القدرة على تتبع الزمن. إن عدم إدراك الزمن هو السمة المميزة لهذا الاعتلال، فمثلاً، عند طلبنا من المريض أن ينتظر ثلاثين ثانية أو أن ينقر بأصبعه كل ثانية، فسيقوم بذاك الفعل فترة قصيرة ثم يبدأ بالخروج عن مساره، وقد يكون هذا راجعاً إلى فقدان المريض التركيز. في أغلب الأحيان، فإن المريض يفقد القدرة على وصف ما يقوم به وتظهر عليهم آثار التشوش والضيعان، ويفقد القدرة على متابعة الوقت، إلا في حال وجود ساعة أو مؤقت يساعده على تتبع الوقت. إن خلل توقيت الحركات لا يصيب دائرة الليل والنهار عند الإنسان، فتلك الدائرة تنظم بعمليات حيوية مختلفة خارج المخيخ.

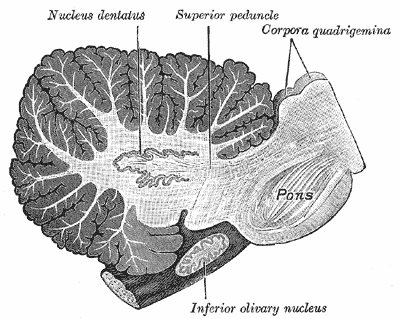
صورة مقطعية للمخيخ